# Crossmichael
Crossmichael, schottisch-gälisch: Crois Mhìcheil, ist eine Ortschaft in der schottischen Council Area Dumfries and Galloway beziehungsweise in der traditionellen Grafschaft Kirkcudbrightshire. Sie liegt rund fünf Kilometer nordwestlich von Castle Douglas und 13 Kilometer südöstlich von New Galloway am linken Ufer des Loch Ken.

## Geschichte
In der Umgebung von Crossmichael finden sich zahlreiche Belege historischer Besiedlung. So finden sich mit Crofts Mote, Auld Kirk of Lochroan sowie der Glengappock Mote Überreste dreier Forts in der Umgebung. Hervorzuheben ist das Glenlochar Fort, das möglicherweise schon in der Bronzezeit bewohnt war. In der Zeit der römischen Besatzung Britanniens nutzten Römer die Anlage erneut und erweiterten sie. Mit der Trowdale Mote ist außerdem eine ehemalige Motte erhalten.
Die früheste Erwähnung einer dem Heiligen Michael geweihten Kirche an diesem Standort stammt aus dem Jahre 1164. Vor dieser Kirche befand sich ein Kreuz, von dem sich der Ortsname Crossmichael ableitet. Dieses bildete den Mittelpunkt eines jährlich abgehaltenen Michaelisfestes. Die heutige Crossmichael Parish Church entstand im Jahre 1751. Sie ist wie ihr Vorgängergebäude dem Heiligen Michael geweiht.
Bereits in den 1880er Jahren befand sich eine Schule in Crossmichael, die 200 Schülern Platz bot. Heute ist dort eine Grundschule angesiedelt.
Im Rahmen der Zensuserhebung 1971 wurden in Crossmichael 317 Einwohner gezählt.

## Verkehr
Crossmichael ist direkt an der A713 gelegen. Die Fernverkehrsstraße verbindet Castle Douglas mit Ayr. Bei Castle Douglas besteht Anschluss an die überregional bedeutende A75 (Stranraer–Gretna Green). In den letzten Jahren des 18. Jahrhunderts wurde mit der Glenlochar Bridge eine bedeutende Querung des Dee geschaffen. Möglicherweise befand sich an diesem Ort zuvor eine römische Brücke, welche die Römerstraße nach Galloway führte. 1861 erhielt Crossmichael einen eigenen Bahnhof entlang der Portpatrick and Wigtownshire Joint Railway. Im Zuge der Beeching-Axt wurde die Strecke im Juni 1965 aufgelassen.